# Hemilissa emblema
Hemilissa emblema är en skalbaggsart som beskrevs av Martins 1976. Hemilissa emblema ingår i släktet Hemilissa och familjen långhorningar.
Artens utbredningsområde är Venezuela. Inga underarter finns listade i Catalogue of Life.